# Беляевская (Заборский сельсовет)
Беляевская — упразднённая деревня в Тарногском районе Вологодской области России.

## География
Урочище находится в северо-восточной части области, в подзоне средней тайги, на левом берегу реки Кузеньги, на расстоянии примерно 19 километров (по прямой) к западо-северо-западу от села Тарногский Городок, административного центра района.

### Климат
Климат характеризуется как умеренно континентальный, с продолжительной холодной зимой и умеренно тёплым летом. Среднегодовая температура воздуха — +1,5 °C. Средняя температура воздуха самого холодного месяца (января) — −13,6 °C (абсолютный минимум — −52 °C), средняя температура самого тёплого (июля) — +16,8 °С (абсолютный максимум — +37 °С). Вегетационный период длится 115 дней. Среднегодовое количество атмосферных осадков составляет 667 мм, из которых около 67 % выпадает в тёплый период. Снежный покров держится в течение 168 дней. В течение года преобладают ветра юго-западного направления. Среднегодовая скорость ветра 3,3 м/с.

## История
В «Списке населенных мест Вологодской губернии по сведениям 1859 года» населённый пункт упомянут как удельная деревня Беляевская (Старь) Тотемского уезда, расположенная при речке Кузеньге, в 80 верстах от уездного города. В деревне имелось 4 двора и проживало 27 человек (12 мужчин и 15 женщин). В 1881 году входила в состав Спасской волости.
По данным 1926 года в деревне имелось 9 хозяйств и проживало 34 человека (20 мужчин и 14 женщин). В административном отношении входила в состав Заборского сельсовета Кокшенгского района.
Действовал колхоз «Завет Ильича». В 1940 году деревня Беляевская входила в состав Заборского сельсовета Тарногского района. Упразднена не позднее 1973 года.